# 양산 우규동 별서
양산 우규동 별서(梁山 禹奎東 別墅)는 대한민국 경상남도 양산시 어곡동에 있는, 우규동이 3.1운동 다음해인 1920년 양산 어곡리에 별장처럼 따로 지은 정자이다.
1992년 10월 21일 경상남도의 문화재자료 제189호 양산 어곡동 우규동별서으로 지정되었다가, 2018년 12월 20일 현재의 명칭으로 변경되었다.

## 개요
양산 어곡리 우규동 별서는 우규동이 3.1운동 다음해인 1920년 양산 어곡리에 별장처럼 따로 지은 정자이다.
우규동은 조선 후기 의금부도사와 통정대부의 벼슬을 지낸 인물이다.
우규동 별서에는 소한정과 세심당이라는 2개의 정자가 있으며, 세심당의 4벽에는 '소한정'·'쌍청각'·'세심당'·'신선암'·'삼미천'·'도원'·'죽원'이라고 새긴 현판들이 걸려 있다.
정자 주위에는 대나무·백일홍·매실나무·회화나무 등을 심어 놓았고, 시냇물이 흐르는 아름다운 자연경관에 신선사상에 입각한 12개의 이름을 각각 붙인 것이 특이하다.

## 참고 문헌
- 양산 우규동 별서 - 국가유산청 국가유산포털